# Imre Garaba
Imre Garaba (* 29. Juli 1958 in Vác, Ungarn) ist ein ehemaliger ungarischer Fußballspieler. Er war Abwehrspieler und vor allem bei Honvéd Budapest aktiv.

## Laufbahn
Der Abwehrspieler Imre Garaba stand den Großteil seiner Karriere bei Honvéd Budapest unter Vertrag. Zudem spielte er insgesamt fünf Jahre beim französischen Verein Stade Rennes und dem belgischen Erstligisten Sporting Charleroi. 1992/93 ließ er seine Karriere bei Budapesti VSC ausklingen.
In der ungarischen Nationalmannschaft spielte Garaba von 1980 bis 1991. Mit der Landesauswahl nahm er an den Fußball-Weltmeisterschaften 1982 und 1986 teil. Insgesamt spielte Garaba 82 Länderspiele, womit er heute hinter Bozsik, Fazekas, Grosics und Puskás die fünfmeisten Partien für Ungarn bestritten hat.

### Erfolge
- 4× Ungarische Meisterschaft (1980, 1984, 1985, 1986 jeweils mit Honved Budapest)
- 1× Ungarischer Pokal (1985 mit Honvéd Budapest)

## Weblink
- Imre Garaba in der Datenbank von National-Football-Teams.com (englisch)